# Сражение на Хазе
Сраже́ние на Ха́зе — состоявшееся в 783 году в ходе Саксонских войн сражение на берегу реки Хазе, в котором войско франков под командованием короля Карла Великого разбило войско восставших саксов.
После победы, одержанной над саксами в сражении при Детмольде, Карл Великий отвёл свою армию в Падерборн, намереваясь здесь ждать прибытия подкреплений. Однако уже через несколько дней, ещё до прихода новых войск, королю франков стало известно, что большое войско саксов-вестфалов расположилось лагерем на берегу реки Хазе. С теми воинами, которых он успел собрать, Карл снова выступил в поход. На подходе к лагерю восставших франки были атакованы саксами, однако в результате кровопролитной битвы смогли одержать победу, убив множество мятежников. Во франкских анналах сообщается также о богатой добыче и большом числе пленных, захваченных на поле боя. В сражении погибли и несколько знатных франков. Нанеся саксам в течение нескольких дней два тяжёлых поражения, Карл Великий, больше не встречая сопротивления, разорил земли Саксонии вплоть до Эльбы, после чего возвратился с войском во Франкию, завершив, таким образом, военную кампанию 783 года.
Приближённый к Карлу Великому историк Эйнхард считал сражение на реке Хазе и предшествующую ему битву при Детмольде главными победами франков, приведшими их, впоследствии, к полной победе в войнах с саксами.